# Успінська волость (Слов'яносербський повіт)
Успінська волость — адміністративно-територіальна одиниця Слов'яносербського повіту Катеринославської губернії.
Станом на 1886 рік складалася з 5 поселень, 5 сільських громад. Населення — 3565 осіб (1924 чоловічої статі та 1641 — жіночої), 574 дворових господарства.
|                     | Площа, десятин | У тому числі орної, дес. |
| ------------------- | -------------- | ------------------------ |
| Сільських громад    | 4698           | 4197                     |
| Приватної власності | 17504          | 6250                     |
| Іншої власності     | 120            | 95                       |
| Загалом             | 22322          | 10542                    |

Найбільші поселення волості:
- Успінськ (Вільхова, Горіхова, Козлова, Куцурбівка) — колишнє власницьке село при річках Вільхівка та Горіхова за 36 верст від повітового міста, 2352 особи, 412 дворів, православна церква, поштова станція, 4 лавки, винокурний завод, паровий млин, 2 щорічних ярмарки.